# 天鶴座CC
天鶴座CC，又名CP-5310326，HD 214441、SAO 247531、HR 8611，是天鶴座的一颗恒星，视星等为6.65，位于銀經337.71，銀緯-54.56，其B1900.0坐标为赤經22h 32m 57.6s，赤緯-53° -54.56′ 42″。